# Alexander Ahndoril

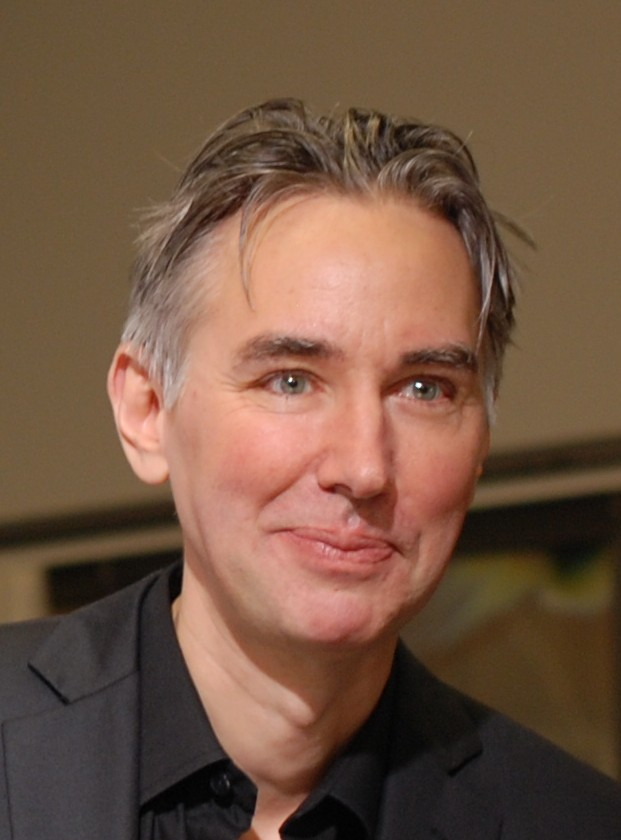
Alexander Ahndoril (2010)

Alexander Ahndoril, geborener Gustafsson (* 20. Januar 1967 in Upplands Väsby) ist ein schwedischer Schriftsteller. 

## Leben
Ahndoril schrieb Romane und Theaterstücke. Der Roman Regissören über Ingmar Bergman von 2006 weckte große Aufmerksamkeit in Schweden. Sie beruhte auf einer öffentlichen Verurteilung des Romans durch Bergman, obwohl er das Manuskript im Vorfeld las und für gut befand, bevor es in den Druck ging. Regissören wurde in verschiedene Sprachen übersetzt, darunter ins Englische, Russische, Polnische, Holländische, Tschechische, Ungarische, Norwegische und Dänische. 2009 erschien sein neunter Roman Diplomaten, der eine fiktive Geschichte über den Kampf eines schwedischen Diplomaten für die Abrüstung des Irak im Jahr 2003 erzählt. Hans Blix wird als Protagonist des Werkes gesehen. Sowohl das Vor- als auch das Nachwort stellen fest, dass die Privatsphäre des Diplomaten genauso erfunden wie das öffentliche Leben wahrheitsgemäß dargestellt worden ist. Regissören ist Teil 1, Diplomaten Teil 2 einer geplanten Romantrilogie über schwedische Männer.
Ahndoril schrieb zusammen mit seiner Frau, der Schriftstellerin Alexandra Coelho Ahndoril, Hypnotisören, Paganinikontraktet, Eldvittnet und Sandmannen unter dem Pseudonym Lars Kepler. Das Ehepaar lebt zurzeit mit seinen drei Töchtern in Stockholm.

## Werke
- Den äkta kvinnan, 1989
- Om hjärtat är vidrigt, 1991
- En människas tal, 1992
- Den magiska disciplinen, 1993
- Jaromir, 1995
- Thaiboxaren, 1998
- Lustresa, 2004
- Regissören, 2006
- Hypnotisören, 2009 (zusammen mit Alexandra Coelho Ahndoril unter dem Pseudonym Lars Kepler; deutscher Titel: Der Hypnotiseur, 2010)
- Diplomaten, 2009
- Paganinikontraktet, 2010 (zusammen mit Alexandra Coelho Ahndoril unter dem Pseudonym Lars Kepler; deutscher Titel: Paganinis Fluch, 2011)
- Eldvittnet, 2011 (zusammen mit Alexandra Coelho Ahndoril unter dem Pseudonym Lars Kepler; deutscher Titel: Flammenkinder, 2012)
- Sandmannen, 2012 (zusammen mit Alexandra Coelho Ahndoril unter dem Pseudonym Lars Kepler; deutscher Titel: Der Sandmann, 2014)

## Dramatik (Auswahl)
- Irra, 1993
- Demonverket, 1994
- Fallet Orvar, 1995
- Horan i Konstantinopel, 2002
- Nya Maratondansen, 2003
- Pappas hjärta, 2003
- När Josefin försvann, 2003
- Hissar, 2003
- Turister, 2004
- Glas i regn, 2006
- Smekningen, 2006
- Socialistisk tävlan, 2007
- Privat film, 2007
- Konsten att förbli fri, 2008
- Sömnkliniken, 2009